# Daphnia ambigua
Daphnia ambigua är en kräftdjursart som beskrevs av Scourfield 1947. Daphnia ambigua ingår i släktet Daphnia och familjen Daphniidae. Inga underarter finns listade i Catalogue of Life.